# ریهو بریول
ریهو بریول (استونیایی: Riho Breivel؛ زادهٔ ۲۶ اوت ۱۹۵۲) سیاستمدار و نماینده مجلس اهل استونی است.